# Eucalyptus sheathiana
Eucalyptus sheathiana är en myrtenväxtart som beskrevs av Joseph Henry Maiden. Eucalyptus sheathiana ingår i släktet Eucalyptus och familjen myrtenväxter. Inga underarter finns listade i Catalogue of Life.